# Miquel Malonda i Ponç de la Parra
Miquel Malonda i Ponç de la Parra (Binissalem, Mallorca, s. XVII-1736) fou un jurista, polític i escriptor mallorquí, partidari de Felip V en la Guerra de Successió Espanyola.
Ciutadà militar. Tenia la casa pairal al carrer de Monti-sion de Palma. Doctorat en ambdós drets i en teologia, fou mestre de teologia (1697) i catedràtic d'institut de la Universitat Lul·liana (1701). Exercí els càrrecs d'assessor del batle general del regne, advocat i assessor de la cúria dels síndics clavaris de la Part Forana i consultor (1706) del Tribunal del Sant Ofici i de la cúria del bisbe (1713). Fou advocat del capítol de la Seu de Mallorca i de diverses comunitats religioses, gremis, viles i de membres de la noblesa mallorquina. Escriví poesia en castellà i diverses al·legacions jurídiques.
Partidari de Felip V durant la Guerra de Successió, va ser desterrat el 1713 pel virrei austracista Josep Antoni de Rubí i de Boixadors, marquès de Rubí, i confinat a Binissalem, des d'on pssà a Sóller per ser enviat a Càller (Sardenya). El 1715, es traslladà a Barcelona, on redactà un informe dirigit a Felip V, en el qual fa una descripció del sistema de govern del Regne de Mallorca abans del Decret de Nova Planta. S'embarcà amb l'esquadra que, dirigida per François Bidal d'Asfeld dugué a terme l'ocupació de l'illa de Mallorca en nom de Felip V.
Per la seva fidelitat, fou nomenat ministre de la reial junta de govern de Mallorca (1715) i, en absència del comandant general, president de la junta de govern i oïdor (1716-1736) de la Reial Audiència borbònica de Mallorca.